# Gyllenflycht
Gyllenflycht var en svensk adelsätt.
Stamfader för ätten är Erik Abrahamsson Schreuder, född 1642, som var häradshövding i Västersysslets domsaga i slutet av 1600-talet. Hans hustru var Justina Andersdotter Tersera, och i andra äktenskapet Maria Linderoth. Med Maria Linderoth fick han sonen Erik, född 1704 och fänrik vid Närkes och Värmlands regemente.
Sedan sonsonen Erik avlidit ogift slöts ätten på svärdssidan år 1825.